# .ax
ax. هو امتداد خاص بالعناوين الإلكترونية (نطاق) domain للمواقع التي تنتمي إلى جزر أولان ولكن معظم مواقعها تستخدم الامتداد.fi الخاص بفنلندا.